# José Antich
José Antich Valero (Seo de Urgel, Lérida, 23 de junio de 1955) es un periodista español, hermano del filósofo Xavier Antich.

## Biografía
Hijo de un librero de Seo de Urgel, empezó su carrera profesional a la agencia EFE, el 1977. El año siguiente formó parte del equipo fundacional del diario El Periódico de Cataluña como cronista político. El 1982 se incorpora al equipo fundacional de la edición catalana de El País. En 1994 pasa a La Vanguardia como redactor jefe del área política del diario.
Del 1998 al 2000 asume la coordinación del área política del diario. En sustitución de Joan Tapia, el 21 de marzo de 2000 fue nombrado director de La Vanguardia, cargo que ocupó hasta diciembre de 2013. Durante su dirección, se empezó a publicar la edición en catalán del diario.
El 2015 dejó de formar parte de La Vanguardia y anunció la creación de un diario digital denominado El Nacional. Ha colaborado en tertulias de varios programas, cómo El Matí de Catalunya Ràdio. Es autor del libro El virrei, sobre la figura de Jordi Pujol, Presidente de la Generalidad de Cataluña.
Forma parte del Patronato del CIDOB a título personal.

## Obra publicada
- 1994. El virrei: Jordi Colina

## Premios y reconocimientos
Ha recibido el VIII Fundación Independiente de Periodismo Camilo José Cela y el premio Disfrutó-Crisol a la notoriedad y la excelencia, entre otras.